# Artur Rodziński
Artur Rodziński (Split, 1 januari 1892 - Boston, 27 november 1958) was een Pools opera- en orkestdirigent.

## Biografie
Rodziński was de zoon van een generaal van Pools-Joodse afkomst in het Oostenrijks-Hongaarse leger. Zijn vader was gelegerd in Split aan de Dalmatische kust, toen hoofdstad van het Oostenrijkse kroonland Dalmatië. Kort na de geboorte van Artur verhuisde het gezin naar Lemberg, het tegenwoordige Lviv. Hier bracht Artur het grootste deel van zijn jeugd door. Na de middelbare school studeerde hij muziek in Lemberg, waarna hij in Wenen aan een rechtenstudie begon. Hij schreef zich echter ook aan het conservatorium in, waar hij bij Franz Schalk orkestdirectie studeerde. Franz Schreker en Josef Marx waren hier zijn docenten compositie en Emil von Sauer en Jerzy Lalewicz zijn pianodocenten. Terug in Lemberg werd hij dirigent van het operakoor en in 1920 debuteerde hij hier als dirigent met Ernani van Verdi. In Warschau dirigeerde hij daarna het Philharmonisch Orkest van Warschau en de Poolse nationale opera. Tijdens een bezoek aan Polen bezocht Leopold Stokowski een van Rodziński's concerten, waarop hij de jonge dirigent uitnodigde voor een gastdirectie bij zijn Philadelphia Orchestra.
Rodziński nam de uitnodiging aan en werkte van 1925 tot 1929 als Stokowski's assistent in Philadelphia. Hij leidde hier zowel symfonische concerten als opera-uitvoeringen. In 1929 werd hij benoemd tot chef-dirigent van het Los Angeles Philharmonic Orchestra en in 1933 verruilde hij die functie voor dezelfde positie bij het Cleveland Orchestra, waar hij Nikolai Solokoff opvolgde. Hij droeg er in belangrijke mate toe bij dat dit orkest het 'meest Europese' van de Amerikaanse orkesten werd.
Rodziński's repertoirekeuze was origineel en smaakmakend. Zo bracht hij met zijn orkest de eerste Amerikaanse uitvoering van de opera Lady Macbeth uit het district Mtsensk van Dmitri Sjostakovitsj en was hij in 1942 een van de eersten die diens zevende symfonie dirigeerde. Met het orkest maakte hij ook tal van plaatopnamen. Zijn Amerikaanse roem bracht hem weer terug in Europa, waar hij in 1936 en 1937 de Wiener Philharmoniker dirigeerde tijdens de Salzburger Festspiele. Tussen 1934 en 1937 was hij ook vaste gastdirigent van het New York Philharmonic. Dit orkest benoemde hem in 1943 tot chef. Hij zou er vier jaar blijven, een periode die weliswaar hoogstaande muziek opleverde, maar verder gekenmerkt werd door veel conflicten met het orkestbestuur. Hij zat niet lang zonder orkest. Het Chicago Symphony Orchestra benoemde hem nog in hetzelfde jaar tot chef, maar ook hier maakte zijn weinig plooibare karakter de samenwerking met het bestuur zo lastig, dat hij al na één seizoen vertrok. In dat ene seizoen leidde hij wel een aantal historische uitvoeringen van Wagners Tristan en Isolde met de Noorse sopraan Kirsten Flagstad in een van de titelrollen. Rodziński keerde terug naar Europa. Omdat zijn gezondheid te wensen over liet, accepteerde hij geen vaste aanstellingen meer, maar hij was er gezien als gastdirigent en leidde talrijke plaatopnamen. Zo gaf hij de eerste uitvoering van de opera Oorlog en Vrede van Prokofjev en in de Scala leidde hij onder meer Tristan en Isolde en de in die tijd in Italië weinig uitgevoerde opera's van Modest Moessorgski: Boris Godoenov en Chovansjtsjina.
Hoewel zijn gezondheid steeds slechter werd en een Italiaanse arts hem probeerde te bewegen tot minder werken, keerde hij terug naar Chicago, waar hij in 1958 een serie uitvoeringen van Tristan und Isolde leidde met de Zweedse sopraan Birgit Nilsson in de hoofdrol. Hoewel de opera een succes werd, was de inspanning te veel geworden voor de dirigent. Hij overleed korte tijd later in Boston. Rodziński liet zijn (tweede) vrouw, Halina, en een zoon Richard achter. Zijn eerste vrouw Ilse, met wie hij van 1917 tot 1934 getrouwd was, was een concertpianiste. Halina Rodzinski publiceerde in 1976 de autobiografie Our two lives, die als belangrijke bron voor het leven van haar man geldt.